# No Cars Go
«No Cars Go» (en español: «Los coches no llegan») es una canción de la banda de indie rock canadiense Arcade Fire. Es el cuarto sencillo del segundo álbum de larga duración de la banda, Neon Bible. La fecha de lanzamiento estaba prevista para el 23 de julio de 2007 pero el lanzamiento fue retrasado al 6 de agosto de 2007.

## Antecedentes
El título de la canción se ha tomado del proyecto en solitario del miembro de Arcade Fire, Brendan Reed. Apareció por primera vez en el debut autoeditado de la banda EP Arcade Fire y fue regrabada para el álbum Neon Bible.
La cara B del sencillo aparece como "Surf City Eastern Block" o como "Surf City Eastern Bloc", según la versión.

## Lista de canciones
7" vinilo y digital:
1. «No Cars Go» (álbum versión) - 5:39
2. «Surf City Eastern Block» - 6:22